# キリスト教国家農民及び農村住民党

キリスト教国家農民及び農村住民党のロゴ

キリスト教国家農民及び農村住民党（キリストきょうこっかのうみんおよびのうそんじゅうみんとう、ドイツ語: Christlich-Nationale Bauern- und Landvolkpartei、略称CNBL、Landvolk）あるいはドイツ農村住民党（ドイツ語: Deutsches Landvolk）は、ヴァイマル共和政期のドイツの政党。

## 党史
1927年以降、農産物の価格が大きく下落した。しかし農業利益団体全国農村同盟(RLB)が支持していたドイツ国家人民党(DNVP)は大土地所有者以外に工業資本の利益の代弁者でもあったため、選挙政策において農業問題にさほどの関心を払わなかった。そのため国家人民党内部からも中小農民を中心として国家人民党批判の動きが起きるようになった。
こうした動きに呼応して小土地所有の中小農の利益を代表する党として、ドイツ国家人民党から分離する形で、1928年3月8日にキリスト教国家農民及び農村住民党が結成された。テューリンゲンとヘッセンの農民組織、とりわけテューリンゲン農村同盟が中心となって組織され、初代党首もテューリンゲン農村同盟のエルヴィン・バウムだった。一部の大土地所有者やカール・ヘップやゲオルク・シーレら全国農業同盟指導者もこの農村住民党に参加した。
農村保守的な党であり、農民、特に西エルベ農民の利益を代弁した。国家人民党と違い工業利益を考慮する必要がないため、過度と言えるほど農業利益だけを代弁した。外交は対外強硬派であり、ラインラントからのフランス軍の無条件撤収や国連管理下ザール地方の併合を要求し、賠償案ヤング案に応じることにも反対した。1928年5月の総選挙では国家人民党から支持層を奪取し、9議席を獲得した。1930年9月の総選挙はドイツ農村住民党（Deutsches Landvolk）の名前で立候補し、旧党名は括弧で表記された。3.17%の得票を得て19議席に躍進している。保守人民党とドイツ＝ハノーファー党と"Deutsches Landvolk"グループを形成し、それらの党と合わせると26議席になった。
農村住民党はパウル・フォン・ヒンデンブルク大統領の大統領内閣であるハインリヒ・ブリューニング内閣を支持する立場を取っていたが、1930年9月の国会選挙後には国家人民党のアルフレート・フーゲンベルクの対政府強硬路線に接近し、独立性を失った。またこの頃から全国農村同盟の支持と票の獲得を狙う国家社会主義ドイツ労働者党(NSDAP,ナチ党)から攻撃を受けるようになった。
1932年7月の総選挙では支持層をナチ党に奪取され、0.25%の得票しか得られず、わずか1議席の党に没落した。さらに1932年11月の総選挙では議席を失った。1933年3月の総選挙にはもはや出馬しなかった。

## 歴代党首
- エルヴィン・バウム（ドイツ語版）（1928年-1930年）
- エルンスト・ホーファー（ドイツ語版）（1930年-1931年）
- ヴォルフガング・フォン・ハウエンシルト＝シャイト（1931年-1933年）

## 国会の選挙結果
| 選挙日             | 得票        | 得票率 | 議席数 (総議席数) | 議席順位 |
| ------------------ | ----------- | ------ | ----------------- | -------- |
| 1928年5月20日      | 571,891票   | 1.9%   | 9議席 (491議席)   | 第10党   |
| 1930年9月14日      | 1,108,043票 | 3.2%   | 19議席 (577議席)  | 第9党    |
| 1932年7月31日      | 90,554票    | 0.3%   | 1議席 (608議席)   | 第13党   |
| 1932年11月6日      | 46,382票    | 0.1%   | 0議席 (584議席)   | 議席無   |
| 出典：Gonschior.de |             |        |                   |          |